# Повстанческое движение в Катанге

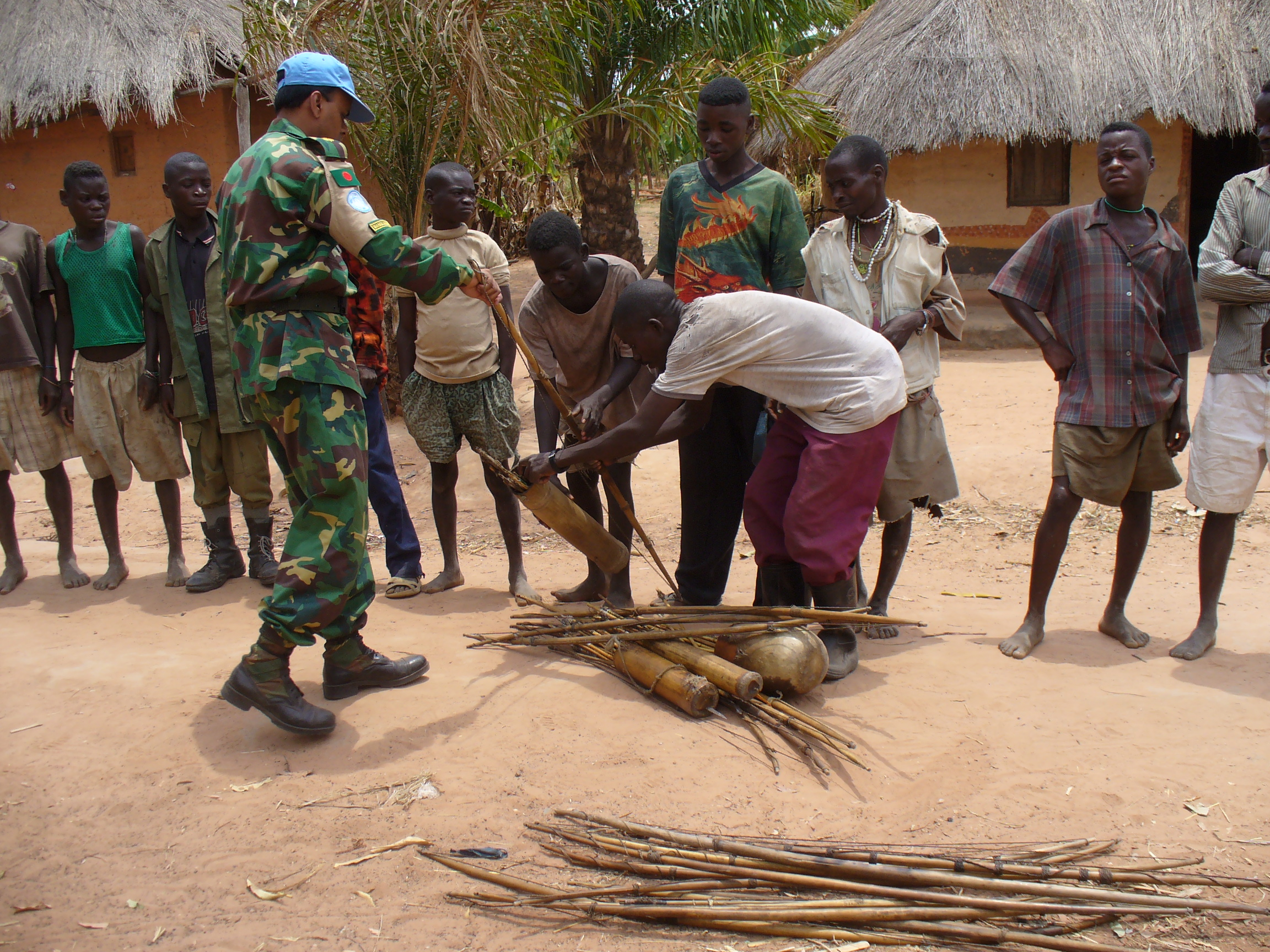
Бангладешский миротворец разоружает боевиков, Северная Катанга, 2006 год.

Повстанческое движение в Катанге — деятельность вооружённых группировок в Демократической Республике Конго, которые стремятся к независимости провинции Катанга.

## История
Конфликт между катангцами и центральной властью начался в 1960 году на фоне Конголезского кризиса. Сепаратисты захватили власть на юге страны и провозгласили Государство Катанга.
После того, как непризнанная держава была уничтожена, сторонники независимости основали Фронт национального освобождения Конго, действуя с территории Анголы. В 1977 и 1978 годах боевики организовали в Катанге два крупных восстания, однако они были подавлены.
В 1990-е годы сепаратистское движение пришло в упадок, распавшись на мелкие группировки. В 2004 году мятежники активизировались. В частности, они напали на город Килву. Следующий всплеск повстанческих операций произошёл в 2010 году.
В 2011 году после освобождения из тюрьмы Гедеона Кьюнгу Мутанга, одного из лидера мятежников, группы боевиков вновь активизировались. Отряды Кьюнгу находились в авангарде повстанческого движения до октября 2016 года, когда их командир провёл разоружение своих сторонников. Однако часть повстанцев продолжила борьбу. В течение 2019—2020 годов они провели несколько нападений.